# Pitcairnia lymansmithiana
Pitcairnia lymansmithiana är en gräsväxtart som beskrevs av Hans Edmund Luther. Pitcairnia lymansmithiana ingår i släktet Pitcairnia och familjen Bromeliaceae. Inga underarter finns listade i Catalogue of Life.